# Charles Hobson
Charles Hobson (Sheffield, 25 februari 1845 - 28 oktober 1923) was een Brits syndicalist.

## Levensloop
In 1896 volgde hij Hermann Vogelsanger op als algemeen secretaris van het International Metallurgists' Bureau of Information, een functie die hij uitoefende tot 1904. Hij werd zelf in deze hoedanigheid opgevolgd door Alexander Schlicke.